# 2010年の教育
2010年の教育（2010ねんのきょういく）では、2010年（平成22年）の教育分野に関する出来事について記述する。

## できごと

### 1月
- 16日-17日 - 大学入試センター試験。
- 23日-  山形県で開かれた日本教職員組合（日教組）の教研集会に1952年以来58年ぶりに文部科学省から来賓として高井美穂文部科学政務官が出席。

### 3月
- 1日-北海道教職員組合（北教組）が民主党の小林千代美衆議院議員に違法な選挙資金を渡していた疑いで北海道教職員組合委員長代理ら北教組幹部を3名を札幌地方検察庁が政治資金規正法違反の疑いで逮捕。
- 22日-民主党の小林千代美衆議院議員が北海道教職員組合（北教組）から違法献金事件で北海道教職員組合委員長代理と団体としての北海道教職員組合を札幌地方検察庁が政治資金規正法違反で起訴、また北教祖書記長ら2名の起訴猶予を決定。

### 4月
- 1日-  公立高校無償化
- 20日 -全国学力テスト（小学校6年、中学校3年）（今回から抽出方式）
- 21日 - 外国語会話学校大手のジオスが東京地方裁判所に破産手続開始を申請。

### 5月
- 25日- 三重県熊野市の近畿大学工業高等専門学校を管理・運営する学校法人近畿大学が2011年3月に閉鎖される皇學館大学名張キャンパスへ2011年4月に移転開学を三重県名張市との間で合意調印。
- 27日-  姫路獨協大学が2011年度以降法科大学院の募集停止を決定。